# Fournaudin
Fournaudin is een gemeente in het Franse departement Yonne (regio Bourgogne-Franche-Comté) en telt 113 inwoners (2009). De plaats maakt deel uit van het arrondissement Sens.

## Geografie
De oppervlakte van Fournaudin bedraagt 9,0 km², de bevolkingsdichtheid is dus 12,6 inwoners per km².
De onderstaande kaart toont de ligging van Fournaudin met de belangrijkste infrastructuur en aangrenzende gemeenten.

## Demografie
Onderstaande figuur toont het verloop van het inwonertal (bron: INSEE-tellingen).